# Kanton Floh
Der Kanton Floh war eine Verwaltungseinheit im Distrikt Eschwege des Departements der Werra im napoleonischen Königreich Westphalen. Hauptort des Kantons und Sitz des Friedensgerichts war der Ort Floh im heutigen thüringischen Landkreis Schmalkalden-Meiningen. Der Kanton war einer von sechs Kantonen in der aufgelösten hessischen Exklave der Herrschaft Schmalkalden und umfasste 8 Orte aus dem Amt Schmalkalden.
Zum Kanton gehörten die Ortschaften:

- Floh
- Schnellbach
- Nesselhof
- Struth, Helmershof
- Asbach
- Näherstille, Mittelstille